# WordNet
WordNet is een semantisch lexicon voor de Engelse taal.
Het groepeert Engelse woorden in synsets, verzamelingen synoniemen, bevat korte definities en de verscheidene semantische relaties tussen deze synsets.
Het doel is tweeledig: zowel het produceren van een combinatie van een woordenboek en een thesaurus die intuïtiever is, als het ondersteuning bieden voor automatische analyse van tekst en kunstmatige intelligentietoepassingen.
De databank en de softwaretools zijn uitgebracht onder een BSD-licentie en kunnen vrij gedownload en gebruikt worden.
De databank is ook online toegankelijk.
EuroWordNet is een project dat als doel heeft een WordNet in verschillende Europese talen te maken.